# Oscar for bedste visuelle effekter
Oscar for bedste visuelle effekter eller Academy Award for Best Visual Effects er en filmpris som uddeles årligt ved Oscaruddelingen. Prisen gives for æstetisk og kunstnerisk brug af tekniske/praktiske effekter eller CGI. Prisen har eksisteret i flere former. Ved den første uddeling var det tekniske effekter som blev belønnet, senere kom fotografiske eller i-kameraet-effekter samt lydeffekter. Effekter skabt via computer begyndte at vinde indpas, men blev i starten set ned på, da så det som "snyd", men i moderne tid er stort set alle visuelle effekter skabt ved hjælp af en computer.
Prisen dækker meget generelt, da dette område er bredt og meget komplekst, hvilket er grunden til at AMPAS afholder deres Sci-Tech Awards, der er blevet afholdt siden 1931, som en sideløbende prisuddeling for at hylde innovation indenfor det videnskabelige- og tekniske område af filmskabelse.

## Tidlige vindere

### Tekniske effekter
- 1927–28: Luftens helte – Roy Pomeroy
  - Jazzsangeren – Nugent Slaughter
  - Den skønne Helene - intime  – Ralph Hammeras

### Specialpriser
"For fremragende præstation i at skabe specielle fotografiske- og lydeffekter"
- 1938: Ishavs-piraterne – Gordon Jennings, assisteret af Jan Domela, Dev Jennings, Irmin Roberts og Art Smith; transparenter af Farciot Edouart, assisteret af Loyal Griggs (Note: Pris også givet til lydeffektkunstnere)

### Special Effekter
Fra 1939 til 1962 blev Visuel Effekt nominerede delt med Lydeffekt nominerede som en kombineret Special Effekt kategori.
- 1939: The Rains Came – E. H. Hansen (lyd), Fred Sersen (fotografisk)
  - Borte med blæsten – Jack Cosgrove (fotografisk), Fred Albin (lyd), Arthur Johns (lyd)
  - Kun engle har vinger – Roy Davidson (fotografisk), Edwin C. Hahn (lyd)
  - Dronningens Elsker – Byron Haskin (fotografisk), Nathan Levinson (lyd)
  - Topper ta'r på tur  – Roy Seawright (fotografisk)
  - Union Pacific – Farciot Edouart (fotografisk), Gordon Jennings (fotografisk), Loren Ryder (lyd)
  - Troldmanden fra Oz – A. Arnold Gillespie (fotografisk), Douglas Shearer (lyd)
- 1940: Tyven fra Bagdad  – Lawrence W. Butler (fotografisk), Jack Whitney (lyd)
  - The Blue Bird – Fred Sersen (fotografisk), Edmund H. Hansen (lyd)
  - Boom Town – A. Arnold Gillespie (fotografisk), Douglas Shearer (lyd)
  - The Boys from Syracuse – John P. Fulton (fotografisk), Bernard B. Brown (lyd), Joe Lapis (lyd)
  - Dr. Cyclops – Farciot Edouart (fotografisk), Gordon Jennings (fotografisk)
  - Udenrigskorrespondenten – Paul Eagler (fotografisk), Thomas T. Moulton (lyd)
  - Den usynlige Mand vender tilbage – John P. Fulton (fotografisk), Bernard B. Brown (lyd), William Hedgcock (lyd)
  - Den lange rejse hjem – R. T. Layton (fotografisk), Ray Binger (fotografisk), Thomas T. Moulton (lyd)
  - Øglernes Kamp – Roy Seawright (fotografisk), Elmer A. Raguse (lyd)
  - Rebecca – Jack Cosgrove (fotografisk), Arthur Johns (lyd)
  - Havørnen – Byron Haskin (fotografisk), Nathan Levinson (lyd)
  - Familien Robinson og piraterne – Vernon L. Walker (fotografisk), John O. Aalberg (lyd)
  - Tyfonen – Farciot Edouart (fotografisk), Gordon Jennings (fotografisk), Loren L. Ryder (lyd)
  - Women in War – Howard Lydecker (fotografisk), William Bradford (fotografisk), Ellis J. Thackery (fotografisk), Herbert Norsch (lyd)
- 1941: Jeg vil have vinger – Farciot Edouart (fotografisk), Gordon Jennings (fotografisk), Louis Mesenkop (lyd)
  - Sydhavspigen – Farciot Edouart (fotografisk), Gordon Jennings (fotografisk), Louis Mesenkop (lyd)
  - Flight Command – A. Arnold Gillespie (fotografisk), Douglas Shearer (lyd)
  - Den usynlige kvinde – John P. Fulton (fotografisk), John D. Hall (lyd)
  - Ulf Larsen – Byron Haskin (fotografisk), Nathan Levinson (lyd)
  - Lady Hamilton – Lawrence W. Butler (fotografisk), William A. Wilmarth (lyd)
  - Topper vender tilbage – Roy Seawright (fotografisk), Elmer A. Raguse (lyd)
  - A Yank in the R.A.F. – Fred Sersen (fotografisk), Edmund H. Hansen (lyd)
- 1942: Orkanens høst – Farciot Edouart (fotografisk), Gordon Jennings (fotografisk), William L. Pereira (fotografisk), Louis Mesenkop (lyd)
  - Den sorte svane – Fred Sersen (fotografisk), Roger Heman Sr. (lyd), George Leverett (lyd)
  - Luftens musketerer – Byron Haskin (fotografisk), Nathan Levinson (lyd)
  - De flyvende tigre – Howard Lydecker (fotografisk), Daniel J. Bloomberg (lyd)
  - Den usynlige mand og Gestapo – John P. Fulton (fotografisk), Bernard B. Brown (lyd)
  - Junglebogen– Lawrence W. Butler (fotografisk), William A. Wilmarth (lyd)
  - Mrs. Miniver – A. Arnold Gillespie (fotografisk), Warren Newcombe (fotografisk), Douglas Shearer (lyd)
  - Flåden klarer sig  – Vernon L. Walker (fotografisk), James G. Stewart (lyd)
  - En af vore maskiner savnes  – Ronald Neame (fotografisk), C. C. Stevens (lyd)
  - Når mænd er bedst – Jack Cosgrove (fotografisk), Ray Binger (fotografisk), Thomas T. Moulton (lyd)
- 1943: Dybets helte – Fred Sersen (fotografisk), Roger Heman Sr. (lyd)
  - Amerikas Luftvaaben – Hans F. Koenekamp (fotografisk), Rex Wimpy (fotografisk), Nathan Levinson (lyd)
  - Bombe-eskadrille B-19  – Vernon L. Walker (fotografisk), James G. Stewart (lyd), Roy Granville
  - Nordstjernen – Clarence Slifer (fotografisk), Ray Binger (fotografisk), Thomas T. Moulton (lyd)
  - Døtre af U.S.A. – Farciot Edouart (fotografisk), Gordon Jennings (fotografisk), George Dutton (lyd)
  - Stand By for Action – A. Arnold Gillespie (fotografisk), Donald Jahraus (fotografisk), Michael Steinore (lyd)
- 1944: 30 sekunder over Tokyo – A. Arnold Gillespie (fotografisk), Donald Jahraus (fotografisk), Warren Newcombe (fotografisk), Douglas Shearer (lyd)
  - The Adventures of Mark Twain – Paul Detlefsen (fotografisk), John Crouse (fotografisk), Nathan Levinson (lyd)
  - Days of Glory – Vernon L. Walker (fotografisk), James G. Stewart (lyd), Roy Granville (lyd)
  - Secret Command – David Allen (fotografisk), Ray Cory (fotografisk), Robert Wright (fotografisk), Russell Malmgren (lyd), Harry Kusnick (lyd)
  - Usynlige lænker – Jack Cosgrove (fotografisk), Arthur Johns (lyd)
  - Under Stars and Stripes – Farciot Edouart (fotografisk), Gordon Jennings (fotografisk), George Dutton (lyd)
  - Wilson – Fred Sersen (fotografisk), Roger Heman Sr. (lyd)
- 1945: Mirakelmanden – John P. Fulton (fotografisk), Arthur Johns (lyd)
  - Captain Eddie – Fred Sersen (fotografisk), Sol Halperin (fotografisk), Roger Heman Sr. (lyd), Harry M. Leonard (lyd)
  - Troldbunden – Jack Cosgrove
  - Operation Helvede – A. Arnold Gillespie (fotografisk), Donald Jahraus (fotografisk), R. A. MacDonald (fotografisk), Michael Steinore (lyd)
  - 1001 nat – Lawrence W. Butler (fotografisk), Ray Bomba (lyd)
- 1946: Elvira går igen – Thomas Howard
  - Stjålne dage – William C. McGann
- 1947:  Den grønne delfins gade – A. Arnold Gillespie og Warren Newcombe (fotografisk) Douglas Shearer og Michael Steinore (lyd)
  - De ubesejrede – Farciot Edouart, Devereux Jennings, Gordon Jennings, W. Wallace Kelley, Paul Lerpae (fotografisk) George Dutton (lyd)
- 1948: Drømmen om hende – Paul Eagler, J. McMillan Johnson, Russell Shearman og Clarence Slifer (fotografisk), Charles L. Freeman og James G. Stewart (lyd)
  - Deep Waters – Ralph Hammeras, Fred Sersen, Edward Snyder og Roger Heman Sr
- 1949: Fantomet fra Afrika
  - Olie - flydende guld
- 1950:  Måneskibet
  - Samson og Dalila
- 1951: Verdens undergang  (eneste nominerede)
- 1952: Rejsen mod det ukendte (eneste nominerede)
- 1953: Klodernes kamp (eneste nominerede)
- 1954: En verdensomsejling under havet
  - Atomforsker forsvundet
  - Politiet og uhyret
- 1955: Broerne ved Toko-Ri
  - Mørkets eskadrille
  - Og regnen kom
- 1956: De ti bud – John P. Fulton
  - Kampen på dødskloden – A. Arnold Gillespie, Irving G. Ries og Wesley C. Miller
- 1957: Fjenden under havet – Lydeffekter af Walter Rossi (Note: Kun listet som reference; dette er ikke en Visuel Effekt-vinder.)
  - Sejren over Atlanten – Visuelle effekter af Louis Lichtenfield
- 1958: Tommeliden – Visuelle effekter af Tom Howard
  - Kampen under stillehavet – Visuelle effekter af A. Arnold Gillespie Lyd: Harold Humbrock
- 1959: Ben-Hur – Visuelle effekter af A. Arnold Gillespie og Robert MacDonald, Lyd: Milo B. Lory
  - Rejsen til jordens indre – Visuelle effekter af L.B. Abbott og James B. Gordon, Lyd: Carl Faulkner
- 1960: Rædselsrejsen – Visuelle effekter af Gene Warren og Tim Baar
  - S.O.S. 'Claridon' synker – Visuelle effekter af Augie Lohman
- 1961: Navarones kanoner  – Visuelle effekter af Bill Warrington, Lyd: Vivian C. Greenham
  - Hop med professoren – Visuelle effekter af Robert A. Mattey og Eustace Lycett
- 1962: Den længste dag – Visuelle effekter af Robert MacDonald, Lyd: Jacques Maumont
  - Mytteri på Bounty – Visuelle effekter af A. Arnold Gillespie Lyd: Milo B. Lory

## Visual Effekt-priser
Fra 1963 blev prisen skandaliseret stort set som vi kender den i dag. Det er dog nogle undtagelse, hvor en enkelt film modtog en Oscar uden nogen form for konkurrence; disse er markeret med et †.     angiver vinder

### 1960'erne
| År                           | Film                                              | Visual effekt kunstner(e) |
| ---------------------------- | ------------------------------------------------- | ------------------------- |
| 1963 (36.)                   |                                                   |                           |
| Cleopatra                    | Emil Kosa Jr.                                     |                           |
| Fuglene                      | Ub Iwerks                                         |                           |
| 1964 (37.)                   |                                                   |                           |
| Mary Poppins                 | Peter Ellenshaw, Eustace Lycett og Hamilton Luske |                           |
| 7 Faces of Dr. Lao           | Jim Danforth                                      |                           |
| 1965 (38.)                   |                                                   |                           |
| Agent 007 i ilden            | John Stears                                       |                           |
| The Greatest Story Ever Told | J. McMillan Johnson                               |                           |
| 1966 (39.)                   |                                                   |                           |
| Den fantastiske rejse        | Art Cruickshank                                   |                           |
| Hawaii                       | Linwood G. Dunn                                   |                           |
| 1967 (40.)                   |                                                   |                           |
| Doktor Dolittle              | L.B. Abbott                                       |                           |
| Tobruk                       | Howard A. Johnson, Jr. og Albert Whitlock         |                           |
| 1968 (41.)                   |                                                   |                           |
| Rumrejsen 2001               | Stanley Kubrick                                   |                           |
| S.O.S. Nordpolen             | Hal Millar og J. McMillan Johnson                 |                           |
| 1969 (42.)                   |                                                   |                           |
| Strandet i rummet            | Robbie Robertson                                  |                           |
| Krakatoa, øst for Java       | Eugène Lourié og Alex Weldon                      |                           |

### 1970'erne
| År                               | Film                                                                                               | Visual effekt kunstner(e) |
| -------------------------------- | -------------------------------------------------------------------------------------------------- | ------------------------- |
| 1970 (43.)                       | |                           |
| Tora! Tora! Tora!                | A.D. Flowers og L. B. Abbott                                                                       |                           |
| Patton                           | Alex Weldon                                                                                        |                           |
| 1971 (44.)                       | |                           |
| Hokus pokus kosteskaft           | Alan Maley, Eustace Lycett og Danny Lee                                                            |                           |
| Akita - solens forbandelse       | Jim Danforth og Roger Dicken                                                                       |                           |
| 1972 (45.)                       | |                           |
| SOS Poseidon kalder†             | L. B. Abbott og A. D. Flowers                                                                      |                           |
| 1973 (46.)                       | |                           |
| Ingen pris uddelt                | |                           |
| 1974 (47.)                       | |                           |
| Jordskævl†                       | Frank Brendel, Glen Robinson og Albert Whitlock                                                    |                           |
| 1975 (48.)                       | |                           |
| Hindenburg†                      | Albert Whitlock og Glen Robinson                                                                   |                           |
| 1976 (49.)                       | |                           |
| King Kong†                       | Carlo Rambaldi, Glen Robinson og Frank Van der Veer                                                |                           |
| Flugten fra fremtiden†           | L. B. Abbott, Glen Robinson og Matthew Yuricich                                                    |                           |
| 1977 (50.)                       | |                           |
| Star Wars Episode IV: Et nyt håb | John Stears, John Dykstra, Richard Edlund, Grant McCune og Robert Blalack                          |                           |
| Nærkontakt af tredie grad        | Roy Arbogast, Douglas Trumbull, Matthew Yuricich, Gregory Jein og Richard Yuricich                 |                           |
| 1978 (51.)                       | |                           |
| Superman†                        | Les Bowie, Colin Chilvers, Denys Coop, Roy Field, Derek Meddings og Zoran Perisic                  |                           |
| 1979 (52.)                       | |                           |
| Alien                            | H. R. Giger, Carlo Rambaldi, Brian Johnson, Nick Allder og Dennis Ayling                           |                           |
| Det sorte hul                    | Peter Ellenshaw, Art Cruickshank, Eustace Lycett, Danny Lee, Harrison Ellenshaw og Joe Hale        |                           |
| Moonraker                        | Derek Meddings, Paul Wilson og John Evans                                                          |                           |
| 1941                             | William A. Fraker, A.D. Flowers og Gregory Jein                                                    |                           |
| Star Trek                        | Douglas Trumbull, John Dykstra, Richard Yuricich, Robert Swarthe, David K. Stewart og Grant McCune |                           |

### 1980'erne
| År                                                 | Film                                                               | Visual effekt kunstner(e) |
| -------------------------------------------------- | ------------------------------------------------------------------ | ------------------------- |
| 1980 (53.)                                         |                                                                    |                           |
| Star Wars Episode V: Imperiet slår igen†           | Brian Johnson, Richard Edlund, Dennis Muren og Bruce Nicholson     |                           |
| 1981 (54.)                                         |                                                                    |                           |
| Jagten på den forsvundne skat                      | Richard Edlund, Kit West, Bruce Nicholson og Joe Johnston          |                           |
| Dragedræberen - helten fra fortidens mørke         | Dennis Muren, Phil Tippett, Ken Ralston og Brian Johnson           |                           |
| 1982 (55.)                                         |                                                                    |                           |
| E.T. The Extra-Terrestrial                         | Carlo Rambaldi, Dennis Muren og Kenneth F. Smith                   |                           |
| Blade Runner                                       | Douglas Trumbull, Richard Yuricich og David Dryer                  |                           |
| Poltergeist                                        | Richard Edlund, Michael Wood og Bruce Nicholson                    |                           |
| 1983 (56.)                                         |                                                                    |                           |
| Star Wars Episode VI: Jediridderen vender tilbage† | Richard Edlund, Dennis Muren, Ken Ralston og Phil Tippett          |                           |
| 1984 (57.)                                         |                                                                    |                           |
| Indiana Jones og templets forbandelse              | Dennis Muren, Michael J. McAlister, Lorne Peterson og George Gibbs |                           |
| Ghostbusters                                       | Richard Edlund, John Bruno, Mark Vargo og Chuck Gaspar             |                           |
| 2010                                               | Richard Edlund, Neil Krepela, George Jenson og Mark Stetson        |                           |
| 1985 (58.)                                         |                                                                    |                           |
| Cocoon                                             | Ken Ralston, Ralph McQuarrie, Scott Farrar og David Berry          |                           |
| Return to Oz                                       | Will Vinton, Ian Wingrove, Zoran Perisic og Michael Lloyd          |                           |
| Frygtens pyramide                                  | Dennis Muren, Kit West, John Ellis og David W. Allen               |                           |
| 1986 (59.)                                         |                                                                    |                           |
| Aliens                                             | Robert Skotak, Stan Winston, John Richardson og Suzanne Benson     |                           |
| Gys i blomsterbutikken                             | Lyle Conway, Bran Ferren og Martin Gutterridge                     |                           |
| Poltergeist II                                     | Richard Edlund, John Bruno, Garry Waller og William Neil           |                           |
| 1987 (60.)                                         |                                                                    |                           |
| Min mikro-makker                                   | Dennis Muren, William George, Harley Jessup og Kenneth F. Smith    |                           |
| Predator                                           | Joel Hynek, Robert M. Greenberg, Richard Greenberg og Stan Winston |                           |
| 1988 (61.)                                         |                                                                    |                           |
| Hvem snørede Roger Rabbit                          | Ken Ralston, Richard Williams, Edward Jones og George Gibbs        |                           |
| Die Hard                                           | Richard Edlund, Al DiSarro, Brent Boates og Thaine Morris          |                           |
| Willow                                             | Dennis Muren, Michael McAlister, Phil Tippett og Chris Evans       |                           |
| 1989 (62.)                                         |                                                                    |                           |
| Dybet                                              | John Bruno, Dennis Muren, Hoyt Yeatman og Dennis Skotak            |                           |
| Verdens største løgnhals                           | Richard Conway og Kent Houston                                     |                           |
| Tilbage til fremtiden II                           | Ken Ralston, Michael Lantieri, John Bell og Steve Gawley           |                           |

### 1990'erne
| År                                       | Film                                                                | Visual effekt kunstner(e) |
| ---------------------------------------- | ------------------------------------------------------------------- | ------------------------- |
| 1990 (63.)                               |                                                                     |                           |
| Sidste udkald†                           | Eric Brevig, Rob Bottin, Tim McGovern og Alex Funke                 |                           |
| 1991 (64.)                               |                                                                     |                           |
| Terminator 2: Dommedag                   | Dennis Muren, Stan Winston, Gene Warren, Jr. og Robert Skotak       |                           |
| Flammehav                                | Mikael Salomon, Allen Hall, Clay Pinney og Scott Farrar             |                           |
| Hook                                     | Eric Brevig, Harley Jessup, Mark Sullivan og Michael Lantieri       |                           |
| 1992 (65.)                               |                                                                     |                           |
| Døden klæ'r hende                        | Ken Ralston, Doug Chiang, Doug Smythe and Tom Woodruff, Jr.         |                           |
| Alien 3                                  | Richard Edlund, Alec Gillis, Tom Woodruff, Jr. and George Gibbs     |                           |
| Batman Returns                           | Michael Fink, Craig Barron, John Bruno og Dennis Skotak             |                           |
| 1993 (66.)                               |                                                                     |                           |
| Jurassic Park                            | Dennis Muren, Stan Winston, Phil Tippett og Michael Lantieri        |                           |
| Cliffhanger                              | Neil Krepela, John Richardson, John Bruno and Pamela Easley         |                           |
| The Nightmare Before Christmas           | Pete Kozachik, Eric Leighton, Ariel Velasco Shaw and Gordon Baker   |                           |
| 1994 (67.)                               |                                                                     |                           |
| Forrest Gump                             | Ken Ralston, George Murphy, Stephen Rosenbaum og Allen Hall         |                           |
| The Mask                                 | Scott Squires, Steve 'Spaz' Williams, Tom Bertino og Jon Farhat     |                           |
| Livsfarlig løgn                          | John Bruno, Thomas L. Fisher, Jacques Stroweis og Patrick McClung   |                           |
| 1995 (68.)                               |                                                                     |                           |
| Babe - den kække gris                    | Scott E. Anderson, Charles Gibson, Neal Scanlan og John Cox         |                           |
| Apollo 13                                | Robert Legato, Michael Kanfer, Leslie Ekker og Matt Sweeney         |                           |
| 1996 (69.)                               |                                                                     |                           |
| Independence Day                         | Volker Engel, Douglas Smith, Clay Pinney og Joseph Viskocil         |                           |
| Dragonheart                              | Scott Squires, Phil Tippett, James Straus og Kit West               |                           |
| Twister                                  | Stefen Fangmeier, John Frazier, Habib Zargarpour og Henry La Bounta |                           |
| 1997 (70.)                               |                                                                     |                           |
| Titanic                                  | Robert Legato, Mark Lasoff, Thomas L. Fisher og Michael Kanfer      |                           |
| The Lost World: Jurassic Park            | Dennis Muren, Stan Winston, Randal M. Dutra og Michael Lantieri     |                           |
| Starship Troopers                        | Phil Tippett, Scott E. Anderson, Alec Gillis og John Richardson     |                           |
| 1998 (71.)                               |                                                                     |                           |
| What Dreams May Come                     | Joel Hynek, Nicholas Brooks, Stuart Robertson og Kevin Mack         |                           |
| Armageddon                               | Richard R. Hoover, Patrick McClung og John Frazier                  |                           |
| Store Joe Young                          | Rick Baker, Hoyt Yeatman, Allen Hall og Jim Mitchell                |                           |
| 1999 (72.)                               |                                                                     |                           |
| The Matrix                               | John Gaeta, Janek Sirrs, Steve Courtley og Jon Thum                 |                           |
| Star Wars Episode I: Den usynlige fjende | John Knoll, Dennis Muren, Scott Squires og Rob Coleman              |                           |
| Stuart Little                            | John Dykstra, Jerome Chen, Henry F. Anderson III og Eric Allard     |                           |

### 2000'erne
| År                                              | Film                                                                | Visual effekt kunstner(e) |
| ----------------------------------------------- | ------------------------------------------------------------------- | ------------------------- |
| 2000 (73.)                                      |                                                                     |                           |
| Gladiator                                       | John Nelson, Neil Corbould, Tim Burke og Rob Harvey                 |                           |
| Hollow Man                                      | Scott E. Anderson, Craig Hayes, Scott Stokdyk og Stan Parks         |                           |
| The Perfect Storm                               | Stefen Fangmeier, Habib Zargarpour, John Frazier og Walt Conti      |                           |
| 2001 (74.)                                      |                                                                     |                           |
| Ringenes herre - Eventyret om ringen            | Jim Rygiel, Randall William Cook, Richard Taylor og Mark Stetson    |                           |
| A.I. Artificial Intelligence                    | Dennis Muren, Scott Farrar, Stan Winston og Michael Lantieri        |                           |
| Pearl Harbor                                    | Eric Brevig, John Frazier, Ed Hirsh og Ben Snow                     |                           |
| 2002 (75.)                                      |                                                                     |                           |
| Ringenes Herre - De to tårne                    | Jim Rygiel, Joe Letteri, Randall William Cook og Alex Funke         |                           |
| Spider-Man                                      | John Dykstra, Scott Stokdyk, Anthony LaMolinara og John Frazier     |                           |
| Star Wars Episode II: Klonernes angreb          | Rob Coleman, Pablo Helman, John Knoll og Ben Snow                   |                           |
| 2003 (76.)                                      |                                                                     |                           |
| Ringenes Herre - Kongen vender tilbage          | Jim Rygiel, Joe Letteri, Randall William Cook og Alex Funke         |                           |
| Master and Commander: Til verdens ende          | Dan Sudick, Stefen Fangmeier, Nathan McGuinness og Robert Stromberg |                           |
| Pirates of the Caribbean: Den sorte forbandelse | John Knoll, Hal Hickel, Charles Gibson og Terry Frazee              |                           |
| 2004 (77.)                                      |                                                                     |                           |
| Spider-Man 2                                    | John Dykstra, Scott Stokdyk, Anthony LaMolinara og John Frazier     |                           |
| Harry Potter og fangen fra Akzaban              | Roger Guyett, Tim Burke, John Richardson og William George          |                           |
| I, Robot                                        | John Nelson, Andrew R. Jones, Erik Nash og Joe Letteri              |                           |
| 2005 (78.)                                      |                                                                     |                           |
| King Kong                                       | Joe Letteri, Brian Van't Hul, Christian Rivers og Richard Taylor    |                           |
| Narnia: Løven, heksen og garderobeskabet        | Dean Wright, Bill Westenhofer, Jim Berney og Scott Farrar           |                           |
| War of the Worlds                               | Dennis Muren, Pablo Helman, Randal M. Dutra og Daniel Sudick        |                           |
| 2006 (79.)                                      |                                                                     |                           |
| Pirates of the Caribbean: Død mands kiste       | John Knoll, Hal Hickel, Charles Gibson og Allen Hall                |                           |
| Poseidon                                        | Boyd Shermis, Kim Libreri, Chas Jarrett og John Frazier             |                           |
| Superman Returns                                | Mark Stetson, Neil Corbould, Richard R. Hoover og Jon Thum          |                           |
| 2007 (80.)                                      |                                                                     |                           |
| Det gyldne kompas                               | Michael Fink, Bill Westenhofer, Ben Morris og Trevor Wood           |                           |
| Pirates of the Caribbean: Ved verdens ende      | John Knoll, Hal Hickel, Charles Gibson og John Frazier              |                           |
| Transformers                                    | Scott Farrar, Scott Benza, Russell Earl og John Frazier             |                           |
| 2008 (81.)                                      |                                                                     |                           |
| Benjamin Buttons forunderlige liv               | Eric Barba, Steve Preeg, Burt Dalton og Craig Barron                |                           |
| The Dark Knight                                 | Nick Davis, Chris Corbould, Tim Webber og Paul Franklin             |                           |
| Iron Man                                        | John Nelson, Ben Snow, Dan Sudick og Shane Mahan                    |                           |
| 2009 (82.)                                      |                                                                     |                           |
| Avatar                                          | Joe Letteri, Stephen Rosenbaum, Richard Baneham og Andrew R. Jones  |                           |
| District 9                                      | Dan Kaufman, Peter Muyzers, Robert Habros og Matt Aitken            |                           |
| Star Trek                                       | Roger Guyett, Russell Earl, Paul Kavanagh og Burt Dalton            |                           |

### 2010'erne
Fra 2010 øgede man antallet af nominerede til 5.
| År                                     | Film                                                                        | Visual effekt kunstner(e)                                                      |
| -------------------------------------- | --------------------------------------------------------------------------- | ------------------------------------------------------------------------------ |
| 2010 (83.)                             |                                                                             |                                                                                |
| Inception                              | Paul Franklin, Chris Corbould Andrew Lockley, og Peter Bebb                 |                                                                                |
| Alice i Eventyrland                    | Ken Ralston, David Schaub, Carey Villegas og Sean Phillips                  |                                                                                |
| Harry Potter og Dødsregalierne - del 1 | Tim Burke, John Richardson, Christian Manz og Nicolas Aithadi               |                                                                                |
| Hereafter                              | Michael Owens, Bryan Grill, Stephan Trojanski and Joe Farrell               |                                                                                |
| Iron Man 2                             | Janek Sirrs, Ben Snow, Ged Wright og Daniel Sudick                          |                                                                                |
| 2011 (84.)                             |                                                                             |                                                                                |
| Hugo                                   | Rob Legato, Joss Williams, Ben Grossmann og Alex Henning                    |                                                                                |
| Harry Potter og Dødsregalierne - del 2 | Tim Burke, David Vickery, Greg Butler og John Richardson                    |                                                                                |
| Real Steel                             | Erik Nash, John Rosengrant, Dan Taylor og Swen Gillberg                     |                                                                                |
| Abernes Planet: Oprindelsen            | Joe Letteri, Dan Lemmon, R. Christopher White og Daniel Barrett             |                                                                                |
| Transformers 3                         | Scott Farrar, Scott Benza, Matthew E. Butler og John Frazier                |                                                                                |
| 2012 (85.)                             |                                                                             |                                                                                |
| Life of Pi                             | Bill Westenhofer, Guillaume Rocheron, Erik-Jan de Boer og Donald R. Elliott |                                                                                |
| Hobbitten: En uventet rejse            | Joe Letteri, Eric Saindon, David Clayton og R. Christopher White            |                                                                                |
| The Avengers                           | Janek Sirrs, Jeff White, Guy Williams og Dan Sudick                         |                                                                                |
| Prometheus                             | Richard Stammers, Trevor Wood, Charley Henley og Martin Hill                |                                                                                |
| Snow White and the Huntsman            | Cedric Nicolas-Troyan, Philip Brennan, Neil Corbould og Michael Dawson      |                                                                                |
| 2013 (86.)                             |                                                                             |                                                                                |
| Gravity                                | Tim Webber, Chris Lawrence, Dave Shirk og Neil Corbould                     |                                                                                |
| Hobbitten: Dragen Smaugs ødemark       | Joe Letteri, Eric Saindon, David Clayton og Eric Reynolds                   |                                                                                |
| Iron Man 3                             | Christopher Townsend, Guy Williams, Erik Nash og Dan Sudick                 |                                                                                |
| The Lone Ranger                        | Tim Alexander, Gary Brozenich, Edson Williams and John Frazier              |                                                                                |
| Star Trek Into Darkness                | Roger Guyett, Patrick Tubach, Ben Grossmann og Burt Dalton                  |                                                                                |
| 2014 (87.)                             |                                                                             |                                                                                |
| Interstellar                           | Paul Franklin, Andrew Lockley, Ian Hunter og Scott R. Fisher                |                                                                                |
| Captain America: The Winter Soldier    | Dan DeLeeuw, Russell Earl, Bryan Grill og Dan Sudick                        |                                                                                |
| Abernes planet: Revolutionen           | Joe Letteri, Dan Lemmon, Daniel Barrett og Erik Winquist                    |                                                                                |
| Guardians of the Galaxy                | Stephane Ceretti, Nicolas Aithadi, Jonathan Fawkner og Paul Corbould        |                                                                                |
| X-Men: Days of Future Past             | Richard Stammers, Lou Pecora, Tim Crosbie og Cameron Waldbauer              |                                                                                |
| 2015 (88.)                             |                                                                             |                                                                                |
| Ex Machina                             | Mark Williams Ardington, Sara Bennett, Paul Norris og Andrew Whitehurst     |                                                                                |
| Mad Max: Fury Road                     | Andrew Jackson, Dan Oliver, Andy Williams og Tom Wood                       |                                                                                |
| The Martian                            | Anders Langlands, Chris Lawrence, Richard Stammers og Steven Warner         |                                                                                |
| The Revenant                           | Richard McBride, Matt Shumway, Jason Smith og Cameron Waldbauer             |                                                                                |
| Star Wars: The Force Awakens           | Chris Corbould, Roger Guyett, Patrick Tubach og Neal Scanlan                |                                                                                |
| 2016 (89.)                             |                                                                             |                                                                                |
| Junglebogen                            | Robert Legato, Adam Valdez, Andrew R. Jones og Dan Lemmon                   |                                                                                |
| Deepwater Horizon                      | Craig Hammeck, Jason Snell, Jason Billington og Burt Dalton                 |                                                                                |
| Doctor Strange                         | Stephane Ceretti, Richard Bluff, Vincent Cirelli og Paul Corbould           |                                                                                |
| Kubo - den modige samurai              | Steve Emerson, Oliver Jones, Brian McLean og Brad Schiff                    |                                                                                |
| Rogue One: A Star Wars Story           | John Knoll, Mohen Leo, Hal Hickel og Neil Corbould                          |                                                                                |
| 2017 (90.)                             | Blade Runner 2049                                                           | John Nelson, Gerd Nefzer, Paul Lambert og Richard R. Hoover                    |
| 2017 (90.)                             | Kong: Skull Island                                                          | Stephen Rosenbaum, Jeff White, Scott Benza og Mike Meinardus                   |
| 2017 (90.)                             | War of the Planet of the Apes                                               | Joe Letteri, Daniel Barrett, Dan Lemmon og Joel Whist                          |
| 2017 (90.)                             | Star Wars: The Last Jedi                                                    | Ben Morris, Mike Mulholland, Neal Scanlan og Chris Corbould                    |
| 2017 (90.)                             | Guardians of the Galaxy Vol. 2                                              | Christopher Townsend, Guy Williams, Jonathan Fawkner og Dan Sudick             |
| 2018 (91.)                             | First Man                                                                   | Paul Lambert, Ian Hunter, Tristan Myles og J. D. Schwalm                       |
| 2018 (91.)                             | Avengers: Infinity War                                                      | Dan DeLeeuw, Kelly Port, Russell Earl og Dan Sudick                            |
| 2018 (91.)                             | Jakob og Peter Plys                                                         | Christopher Lawrence, Michael Eames, Theo Jones og Chris Corbould              |
| 2018 (91.)                             | Ready Player One                                                            | Roger Guyett, Grady Cofer, Matthew E. Butler og David Shirk                    |
| 2018 (91.)                             | Solo: A Star Wars Story                                                     | Rob Bredow, Patrick Tubach, Neal Scanlan og Dominic Tuohy                      |
| 2019 (92.)                             | 1917                                                                        | Guillaume Rocheron, Greg Butler og Dominic Tuohy                               |
| 2019 (92.)                             | Avengers: Endgame                                                           | Dan DeLeeuw, Russell Earl, Matt Aitken og Dan Sudick                           |
| 2019 (92.)                             | The Irishman                                                                | Pablo Helman, Leandro Estebecorena, Nelson Sepulveda-Fauser og Stephane Grabli |
| 2019 (92.)                             | Løvernes konge                                                              | Robert Legato, Adam Valdez, Andrew R. Jones og Elliot Newman                   |
| 2019 (92.)                             | Star Wars: The Rise of Skywalker                                            | Roger Guyett, Neal Scanlan, Patrick Tubach og Dominic Tuohy                    |

### 2020'erne
| År                                            | Film                                                                     | Nominerede                                                      |
| 2020 93.                                      |                                                                          |                                                                 |
| --------------------------------------------- | ------------------------------------------------------------------------ | --------------------------------------------------------------- |
| 2020 93.                                      | Tenet                                                                    | Andrew Jackson, David Lee, Andrew Lockley og Scott Fisher       |
| 2020 93.                                      | Love and Monsters                                                        | Matt Sloan, Genevieve Camilleri, Matt Everitt og Brian Cox      |
| 2020 93.                                      | The Midnight Sky                                                         | Matt Kasmir, Chris Lawrence, Max Solomon og David Watkins       |
| 2020 93.                                      | Mulan                                                                    | Sean Andrew Faden, Anders Langlands, Seth Maury og Steve Ingram |
| 2020 93.                                      | The One and Only Ivan                                                    | Nick Davis, Greg Fisher, Ben Jones og Santiago Colomo Martínez  |
| 2021 94.                                      |                                                                          |                                                                 |
| Dune                                          | Paul Lambert, Tristan Myles, Brian Connor og Gerd Nefzer                 |                                                                 |
| Free Guy                                      | Swen Gillberg, Bryan Grill, Nikos Kalaitzidis og Dan Sudick              |                                                                 |
| No Time to Die                                | Charlie Noble, Joel Green, Jonathan Fawkner og Chris Corbould            |                                                                 |
| Shang-Chi and the Legend of the Ten Rings     | Christopher Townsend, Joe Farrell], Sean Noel Walker og Dan Oliver       |                                                                 |
| Spider-Man: No Way Home                       | Kelly Port, Chris Waegner, Scott Edelstein og Dan Sudick                 |                                                                 |
| 2022 95.                                      |                                                                          |                                                                 |
| Avatar: The Way of Water                      | Joe Letteri, Richard Baneham, Eric Saindon og Daniel Barrett             |                                                                 |
| Intet nyt fra Vestfronten                     | Frank Petzold, Viktor Müller, Markus Frank og Kamil Jafar                |                                                                 |
| The Batman                                    | Dan Lemmon, Russell Earl, Anders Langlands og Dominic Tuohy              |                                                                 |
| Black Panther: Wakanda Forever                | Geoffrey Baumann, Craig Hammack, R. Christopher White og Dan Sudick      |                                                                 |
| Top Gun: Maverick                             | Ryan Tudhope, Seth Hill, Bryan Litson og Scott R. Fisher                 |                                                                 |
| 2023 96.                                      |                                                                          |                                                                 |
| Godzilla Minus One                            | Takashi Yamazaki, Kiyoko Shibuya, Masaki Takahashi og Tatsuji Nojima     |                                                                 |
| The Creator                                   | Jay Cooper, Ian Comley, Andrew Roberts og Neil Corbould                  |                                                                 |
| Guardians of the Galaxy Vol. 3                | Stéphane Ceretti, Alexis Wajsbrot, Guy Williams og Theo Bialek           |                                                                 |
| Mission: Impossible – Dead Reckoning Part One | Alex Wuttke, Simone Coco, Jeff Sutherland og Neil Corbould               |                                                                 |
| Napoleon                                      | Charley Henley, Luc-Ewen Martin-Fenouillet, Simone Coco og Neil Corbould |                                                                 |